# Houliston Glacier
Houliston Glacier är en glaciär i Antarktis. Den ligger i Östantarktis. Nya Zeeland gör anspråk på området. Houliston Glacier ligger 1 592 meter över havet.
Terrängen runt Houliston Glacier är kuperad österut, men västerut är den platt.  Trakten är obefolkad. Det finns inga samhällen i närheten. 